# Attaque de la synagogue Menarsha
L'attaque de la synagogue Menarsha est une attaque qui a lieu le 5 août 1949 dans le quartier juif de Damas (en) de Damas, en Syrie. Cette attaque à la grenade coûte la vie à 12 civils et blesse environ 30 personnes. La plupart des victimes sont des enfants.

## Contexte historique
La situation sécuritaire de la communauté juive syrienne se détériore à la fin des années 1930, pendant une période de montée du nationalisme arabe et de pression pour l'indépendance vis-à-vis de l'Empire français, menant à l'indépendance de la Syrie en 1946, après la Seconde Guerre mondiale. La ferveur anti-occidentale et nationaliste arabe prend alors une tonalité de plus en plus anti-juive,. Avant et après la création de l'État d'Israël en 1948, les Juifs en Syrie font face à une discrimination accrue alors que le gouvernement adopte des mesures anti-juives. Durant cette période, les Juifs et leurs biens deviennent la cible de nombreuses attaques, y compris le pogrom d'Alep en 1947.

## L'attaque
Le vendredi soir, 5 août 1949, plusieurs grenades à main sont lancées dans la synagogue Menarsha (en) à Damas, tuant 12 Juifs, dont 8 enfants, et en blessant environ 30. L'attaque se produit lors de la Conférence de Lausanne, alors que la Syrie et d'autres États arabes de la ligne de front mènent des pourparlers d'armistice avec Israël à Lausanne, en Suisse. L'accord d'armistice entre Israël et la Syrie avait été signé le 20 juillet 1949,. Une attaque simultanée a également été perpétrée à la Grande Synagogue d'Alep.

## Réactions

### Condoléances officielles
Le président syrien Husni al-Za'im envoie son représentant personnel visiter la zone du carnage et ordonne une enquête judiciaire sur l'incident.

### Enquête
La police attribue l'attaque à un mouvement clandestin se faisant appeler la Phalange des Martyrs de la Rédemption Arabe, et arrête de nombreux suspects. Le 9 août, un vétéran syrien de dix-sept ans de la guerre israélo-arabe de 1948 avoue que lui et deux amis sont à l'origine de l'attaque. Le président al-Za'im ordonne l'exécution des accusés, mais quelques jours plus tard, le coup d'État du colonel Sami al-Hinnaoui a lieu et al-Za'im est exécuté. En 1950, les suspects de l'attaque sont acquittés faute de preuves.